# دينيس دي جونغ
دينيس دي جونغ (بالهولندية: Dennis de Jong) (و. 1955  م) هو سياسي، وكاتب، ومحامي، ودبلوماسي هولندي، ولد في دلفت، هو عضوٌ في الحزب الاشتراكي.

## مناصب
تولى منصب عضو في البرلمان الأوروبي (منذ 1 يوليو 2014)
- عضو في البرلمان الأوروبي (14 يوليو 2009–30 يونيو 2014).[3]

## التعليم
تعلم في جامعة إراسموس روتردام.